# Liteni (okręg Kluż)
Liteni (węg. Magyarléta) – wieś w Rumunii, w okręgu Kluż, w gminie Săvădisla. W 2011 roku liczyła 410 mieszkańców.